# Bukhar Khudahs
Bukhar Khudahs var en lokal sogdiansk dynasti som regerade staden Bukhara i Centralasien från en okänd tidpunkt före 670-talet fram till 890-talet, då staden erövrades av Samaniderna.  Religionen i riket var främst zoroastrism, men även nestoriansk kristendom.